# Hairway to Steven
Hairway to Steven è il quarto album in studio del gruppo statunitense alternative rock/hardcore punk Butthole Surfers, pubblicato nel 1988 per l'etichetta Touch & Go.
L'album, autoprodotto dal gruppo con l'ausilio del tecnico del suono Ric Wallace, rappresenta un punto mediano nella carriera del gruppo, dove le forti radici psichedeliche e sperimentali degli album precedenti coabitano con un suono più accessibile che sarà più presente negli album successivi.
Il nome del disco è un gioco di parole che rimanda a Stairway to Heaven, celebre brano dei Led Zeppelin.
Molti titoli dei brani rimandano a personaggi come Julio Iglesias o il brano estratto come singolo Jimi in una versione rimaneggiata e dedicato a Jimi Hendrix. Nel disco i titoli non sono scritti, ma presenti sotto forma di simboli.

## Tracce

### Side 1
1. Jimi – 12:38
2. Ricky – 2:36
3. I Saw an X-Ray of a Girl Passing Gas – 4:56

### Side 2
1. John E. Smoke – 6:40
2. Rocky – 3:45
3. Julio Iglesias – 3:05
4. Backass – 6:07
5. Fast (a.k.a. Fart Song) – 1:35